# Liste der Monuments historiques in Roberval (Oise)
Die Liste der Monuments historiques in Roberval führt die Monuments historiques in der französischen Gemeinde Roberval auf.

## Liste der Bauwerke
| Bezeichnung         | Beschreibung                                                                                                   | Standort                  | Kennzeichnung | Schutzstatus | Datum | Bild           |
| ------------------- | --- | ------------------------- | ------------- | ------------ | ----- | -------------- |
| Domaine de Roberval | Schloss, 18. Jahrhundert, mit Taubenturm des 16. Jahrhunderts und Parkanlage sowie Teilen der Innenausstattung | 5 Place du Château (Lage) | PA00125665    | Inscrit      | 1993  | weitere Bilder |
| Kirche St-Rémy      | Erbaut im 12. Jahrhundert                                                                                      | Cavée de l’Église (Lage)  | PA00114841    | Inscrit      | 1933  | weitere Bilder |

## Liste der Objekte
| Bezeichnung                  | Beschreibung               | Standort                     | Kennzeichnung | Schutzstatus | Datum | Bild           |
| ---------------------------- | -------------------------- | ---------------------------- | ------------- | ------------ | ----- | -------------- |
| Bleiglasfenster: Marienleben | Mitte des 16. Jahrhunderts | in der Kirche St-Rémy (Lage) | PM60001362    | Classé       | 1913  | weitere Bilder |